# Robert Stephenson
Robert Stephenson (Willington Quay, 16 ottobre 1803 – Londra, 12 ottobre 1859) è stato un ingegnere britannico, membro della Royal Society.

## Biografia
Unico figlio di George, il noto ingegnere ferroviario, dobbiamo riconoscere anche a lui parte dei meriti per il raggiungimento di molti degli obiettivi che sono popolarmente accreditati al genitore.
Dopo aver frequentato le scuole a Newcastle-upon-Tyne, un periodo di apprendistato e l'università a Edimburgo, Robert andò a lavorare con il padre ai progetti ferroviari dello stesso, il primo dei quali la ferrovia Stockton-Darlington. Nel 1823 il giovane fondò una compagnia, in società con il padre e Edward Pease per costruire locomotive ferroviarie: società che proseguì nel suo intento producendo gran parte delle prime locomotive al mondo, sopravvivendo fino alla metà circa del XX secolo. Lo stabile originario tuttora esiste, a Newcastle, ed è ora sede del Centro Robert Stephenson.

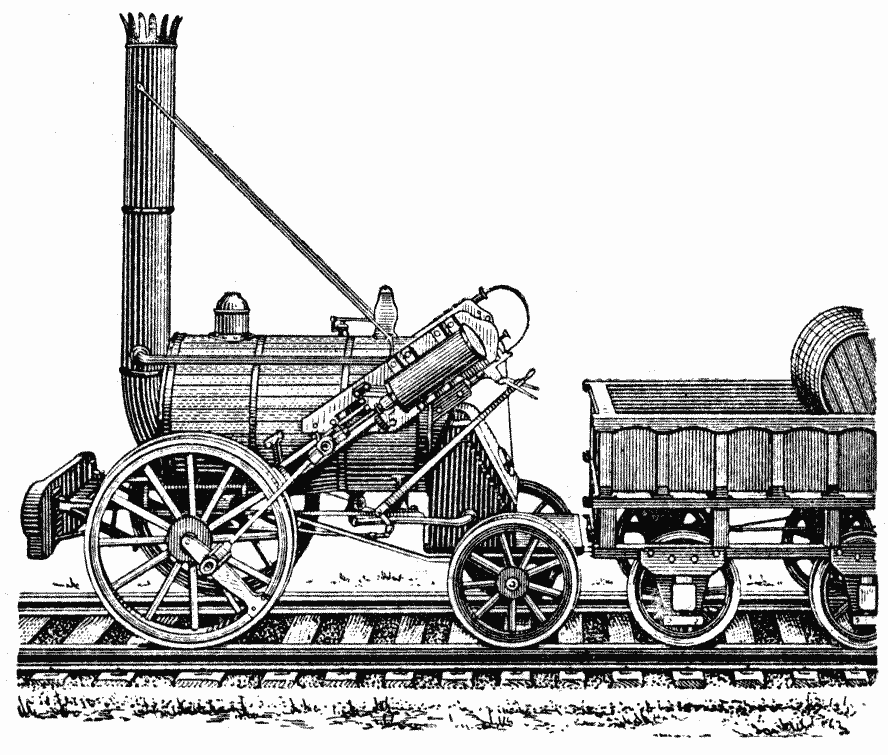
Progetto per la Rocket, la prima locomotiva di R. Stephenson.

Robert fece buona parte del lavoro per la Rocket, la locomotiva che vinse le prove di Rainhill, e, a seguito di questo successo, poté costruire numerose ulteriori macchine per la ferrovia Liverpool-Manchester e per altre linee da poco terminate, tra cui anche la ferrovia Leicester-Swannington.

Nel 1833, a Robert venne offerto il posto di ingegnere capo nella prima compagnia ferroviaria che portava i suoi mezzi all'interno della capitale, Londra: riuscirono a superare svariate complicazioni di ingegneria civile, ad esempio il tunnel Kilsby che portò alte spese ulteriori e perdite di tempo rispetto alle valutazioni precedenti, e lo completarono nel 1838. In quello stesso anno fu convinto a partecipare anche al progetto della Ferrovia Leopolda per collegare Firenze e Livorno.
Progettò numerosi ponti ancora molto conosciuti, ad esempio l'High Level Bridge, nella sua città natale, o il ponte a sezione d'acciaio, il Britannia Bridge, sul Menai Strait, il ponte ferroviario a Comwy, e altri.

Robert Stephenson fu un deputato conservatore eletto nella cittadina di Whitby dal 1847 fino al momento della sua morte: fece parte, dal 1848, della commissione metropolitana che, a Londra, venne creata nell'intento di combattere un'epidemia di colera con migliorie al sistema fognario. Nel 1855-'56 fu presidente dell'albo degli ingegneri civili.

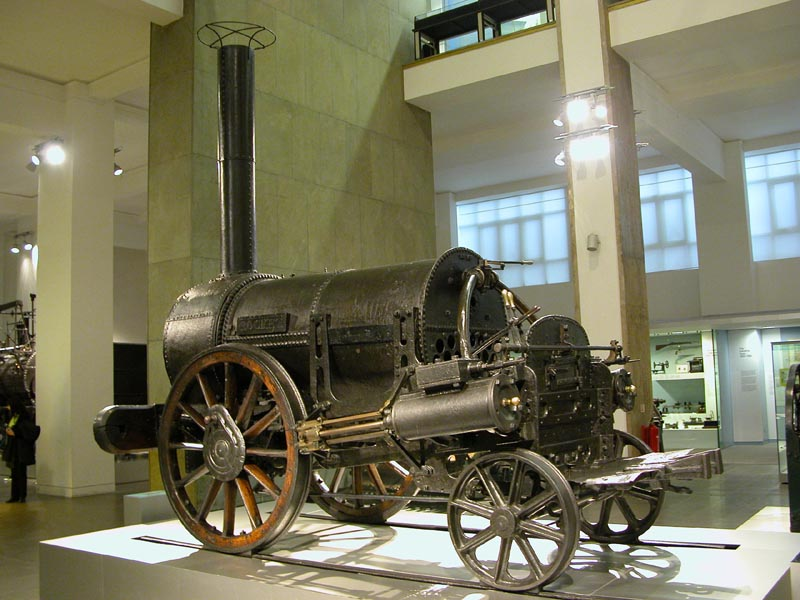
La locomotiva Rocket (Science Museum, Londra).

Nonostante fossero ufficialmente rivali, Robert Stephenson e Isambard Kingdom Brunel erano molto amici e si aiutarono spesso nell'ambito di vari progetti.

Fu anche uno dei membri (rappresentando la cordata britannica, che si contrapponeva a quella francese e a quella austro-ungarica) del Comitato per il Canale di Suez. In aperta contrapposizione con Luigi Negrelli, Ferdinand de Lesseps e Pietro Paleocapa, era però convinto dell'impossibilità alla realizzazione del Canale e fece di tutto per bloccarne l'iniziativa, spingendo per la costruzione della ferrovia alternativa tra Suez ed Alessandria d'Egitto. I fatti poi gli diedero torto.
Stephenson morì nel 1859, e venne sepolto nell'abbazia di Westminster.
A North Shields, lo Stephenson Railway Museum, il museo ferroviario, è dedicato a George e Robert Stephenson, che appare anche come personaggio nel lungometraggio anime Steamboy; dalla narrazione sembra che egli fosse ancora vivo nel 1866.